# 섀놀라 햄프턴
섀놀라 햄프턴(Shanola Hampton, 1977년 5월 27일 ~ )은 미국의 배우이다.

## 출연 작품
- 데들리 일루전 (2021)
- 실종: 사라진 소녀 (2020)
- 워디 (2015)
- 포에버 (2015)
- 서버번 고딕 (2014)
- They Die by Dawn (2013)
- 씽스 네버 세드 (2012)
- 유 어게인 (2010)
- 에단 그린의 특별한 인생 (2005)
- Electra Woman and Dyna Girl (2001) - 단편

### 텔레비전
- 셰임리스 (2011-21)